# Какодиловая кислота
Какодиловая кислотa (также известна как диметиларсиновая кислота) — ядовитое и канцерогенное мышьякоорганическое соединение. Является производным мышьяковой кислоты. Производные какодиловой кислоты, какодилаты, часто используются в качестве гербицидов. Например, «Агент Блю», один из первых гербицидов, использовавшихся во время войны во Вьетнаме, представлял собой смесь какодиловой кислоты и её натриевой соли и использовался для уничтожения посевов риса.

## История
Наиболее ранние исследования какодилов провёл Роберт Бунзен в Марбургском университете. Сам Бунзен так писал об этих соединениях: «запах этого тела вызывает мгновенное покалывание в руках и ногах, вплоть до головокружения и бесчувствия… Примечательно, что когда человек подвергается воздействию запаха этих соединений, язык покрывается чёрным налётом, даже если отсутствуют дальнейшие негативные последствия». Его работы в этой области привели к более глубокому пониманию природы метилового радикала.
Окись какодила, ((СН3)2Аs)2O, стала первым металлоорганическим соединением, полученным синтетическим путём.
Какодиловая кислота и её соли использовались для создания гербицидов множеством производителей и продавались под многочисленными брендами. APC Holdings Corp. продавали какодиловую кислота и её соли под фирменным наименованием Phytar. Разновидность использовавшаяся во Вьетнаме (Агент Блю) называлась Phytar 560G.

## Свойства
Какодиловая кислота представляет собой горючее, белое, гигроскопичное твёрдое вещество без запаха, очень хорошо растворимое в воде. Водный раствор проявляет кислотные свойства.

## Применение
Какодилат натрия часто используется для приготовления буферных растворов при подготовке и фиксации биологических образцов для электронной микроскопии. Применяют также натриевую соль какодиловой кислоты при кристаллизации белка в качестве буферного раствора с рН в диапазоне от 5,0 до 7,4.
Какодиловая кислота также используется в качестве неселективного гербицида для борьбы с сорняками на неокультуренных землях, для дефолиации и высыхания хлопковых культур до сбора урожая и уничтожения нежелательных деревьев путём инъекции. В Европейском Союзе и в Швейцарии это вещество запрещено к использованию в качестве компонента гербицидов.

## Синтез и реакции
В 18 веке было известно, что совмещая As2О3 и четыре эквивалента ацетата калия (СН3COOK) можно получить так называемую «дымящую жидкость Каде», которая содержала окись какодила ((СН3)2Аs)2О и какодил ((СН3)2Аs)2.
Какодиловую кислоту можно восстановить до производных диметиларсина (III), которые являются универсальными промежуточными продуктами для синтеза других органических соединений мышьяка:
{\displaystyle {\mathsf {(CH_{3})_{2}AsO_{2}H+2Zn+4HCl\rightarrow (CH_{3})_{2}AsH+2ZnCl_{2}+2H_{2}O}}}
{\displaystyle {\mathsf {(CH_{3})_{2}AsO_{2}H+SO_{2}+HI\rightarrow (CH_{3})_{2}AsI+H_{2}SO_{4}}}}

## Влияние на здоровье
Какодиловая кислота токсична при попадании внутрь организма, вдыхании или контакте с кожей. На грызунах было показано, что она является тератогеном, часто вызывает расщепление нёба и фетальную смертность при высоких дозах. Было показаны, что она проявляет генотоксические свойства в клетках человека, вызывает апоптоз клеток, а также снижает скорость синтеза ДНК и приводит к укорочению её нитей. Не являясь сильным канцерогеном, какодиловая кислота усиливает действие других канцерогенов в таких органах, как почки и печень.